# Псевдо-Гігін
Псевдо-Гігін — загальне ім'я для невідомих античних авторів-міфографів, праці яких підписані ім'ям Юлія Гігіна або приписані йому, проте достовірно не ототожнених ні з одним з двох відомих історикам Юліїв Гігінів (Гай Юлій Гігін і Гігін Громатік).

## Твори
Для збереженої збірки «Міфи» (Fabulae), яка в єдиному відомому рукописі була приписана Гігіну, авторство Гая Юлія Гігіна відкидається більшістю дослідників, а роботи про землемірство, на думку істориків, належать перу Гігіна Громатіка (Землеміра).
Трактат «Про астрономію» (De Astronomica, також відома як Poeticon Astronomicon — «Поетична Астрономія») являє собою перший латинський твір на астрономічні теми, складений на основі грецьких джерел.
- У першій книзі трактату вводяться основні уявлення про сферичний космос, в центрі якого перебуває Земля, перераховуються основні поняття сферичної астрономії та дається розподіл землі на кліматичні пояси.
- У другий і третій книгах перераховуються сузір'я і повідомляються пов'язані з ними легенди.
- У четвертій книзі описуються кола небесної сфери, обговорюється добове обертання неба і пов'язані з ним сходи й заходи зірок, розглядається рух Сонця по екліптиці, сонячні та місячні затемнення, наводиться перелік планет.

За стилістичним аналізом тексту можна припустити, що трактат Псевдо-Гігіна «Про влаштування військових таборів» (лат. De munitionidus castrorum) теж належить автору «Про астрономію».